# Yerssinio Saldaña
Yerssinio Saldaña León (Lima, Provincia de Lima, Perú, 7 de julio de 1987) es un futbolista peruano. Juega de centrocampista y su equipo actual es Óscar Benavides de la Copa Perú. Tiene 37 años.

## Trayectoria
Comenzó su carrera jugando en la Copa Perú para el club Óscar Benavides de la liga distrital de Ate-Vitarte, jugando con este club la etapa nacional final de la Copa Perú 2007. En el año 2008 pasó al América Cochahuayco (filial de Universitario) y en el 2010 fue ascendido al primer equipo de la U.
En 2015 jugó por el FBC Aurora de Arequipa en la Liga Distrital y Etapa provincial, tras ello refuerza al club La Colina de Majes para la Etapa nacional.

## Clubes
| Club                | País | Año       |
| ------------------- | ---- | --------- |
| Óscar Benavides     | Perú | 2006-2007 |
| América Cochahuayco | Perú | 2008-2009 |
| Universitario       | Perú | 2010      |
| Alianza Unicachi    | Perú | 2011      |
| Deportivo Municipal | Perú | 2012      |
| Sport Vallejo       | Perú | 2013      |
| Sport Rosario       | Perú | 2014      |
| FBC Aurora          | Perú | 2015      |
| La Colina           | Perú | 2015-2016 |
| FBC Aurora          | Perú | 2017      |
| Óscar Benavides     | Perú | 2019 -    |